# Веццали, Валентина

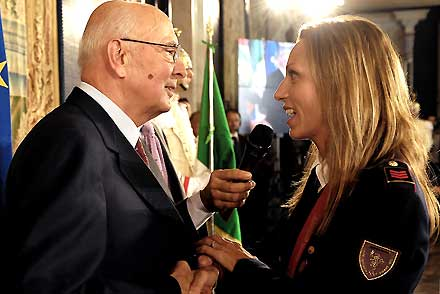
Президент Италии Джорджо Наполитано и Валентина Веццали

Мари́я Валенти́на Вецца́ли (итал. Maria Valentina Vezzali, род. 14 февраля 1974 года в Ези, Италия) — выдающаяся итальянская фехтовальщица на рапирах, шестикратная олимпийская чемпионка, 16-кратная чемпионка мира и 13-кратная чемпионка Европы.
Делит с двумя другими фехтовальщиками Недо Нади и Эдоардо Манджаротти рекорд среди всех итальянских спортсменов по количеству золотых наград на Олимпийских играх.
Одна из немногих спортсменов в истории Олимпийских игр, выигравших 5 медалей в одной и той же личной дисциплине.
25 февраля 2013 года в результате парламентских выборов в Италии Веццали стала членом Палаты депутатов от партии Марио Монти «Гражданский выбор». При этом Веццали продолжила активную спортивную карьеру.
12 марта 2021 года назначена младшим статс-секретарём по делам спорта в аппарате правительства Драги. 22 октября 2022 года сформировано правительство Мелони, в которое Веццали не вошла, а Андреа Абоди был назначен министром без портфеля и получил в своё ведение проблемы спорта и молодёжи.

## Достижения
Единственная фехтовальщица в истории, сумевшая выиграть 6 золотых олимпийских медалей. До Веццали лишь знаменитая венгерка Илона Элек сумела дважды выиграть индивидуальные соревнования рапиристок на Олимпиаде (в 1936 и 1948 годах). Валентине удалось это трижды подряд (2000, 2004 и 2008). Кроме того, только Веццали выиграла 5 олимпийских медалей в личных соревнованиях. Валентина за пять Олимпиад участвовала в 9 видах программы (5 раз в личном первенстве и 4 раза в командном) и всякий раз выигрывала медаль. 18-летняя Веццали могла рассчитывать и на включение в состав сборной на Олимпийские игры 1992 года в Барселоне (в том сезоне она впервые стала чемпионкой Италии в личном первенстве), но в итоге она не поехала на эту Олимпиаду, где итальянки выиграли золото в командном первенстве, а Джованна Триллини стала олимпийской чемпионкой в личном.
- 6-кратная олимпийская чемпионка (3 личных золота + 3 в команде)
- 16-кратная чемпионка мира (6 раз лично + 10 в команде)
- 13-кратная чемпионка Европы (5 раз лично + 8 в команде)
- 11-кратная обладательница Кубка мира (1996, 1997, 1999—2004, 2007, 2008, 2010)
- 30-кратная чемпионка Италии (15 раз лично + 15 в команде)
- 5-кратная победительница Универсиад (4 раза лично + 1 в команде)

Шесть раз (2000, 2001, 2003, 2004, 2005, 2007) крупнейшая итальянская спортивная газета La Gazzetta dello Sport признавала Веццали лучшей спортсменкой года в Италии, а в 2004 году этой же газетой она была признана и лучшей спортсменкой в мире.
В июле 2013 года, вскоре после рождения своего второго ребёнка, Валентина заявила, что надеется выступить на летних Олимпийских играх 2016 года в Рио-де-Жанейро. В итоге Валентина не смогла отобраться в состав сборной Италии на Игры 2016 года — в личном первенстве выступили Арианна Эрриго и Элиза Ди Франчиска, а командное первенство в рапире среди женщин в Рио не разыгрывалось.

## Государственные награды
- Командор ордена «За заслуги перед Итальянской Республикой» — 3 октября 2000 года
- Великий офицер ордена «За заслуги перед Итальянской Республикой» — 5 сентября 2008 года

## Семья
Замужем за футболистом Доменико Джулиано (итал. Domenico Giugliano).
9 июня 2005 года Веццали родила сына Пьетро. В декабре 2012 года папа римский Бенедикт XVI благословил Валентину, которая ожидала своего второго ребёнка. 16 мая 2013 года родила сына Андреа. Уже в начале августа 2013 года Валентина приняла участие в очередном чемпионате мира в Будапеште, где в личном первенстве уступила в 1/4 финала соотечественнице Арианне Эрриго. В командном первенстве вместе с подругами по сборной Веццали выиграла золото, став 14-кратной чемпионкой мира.